# Hainsterbach
Der Hainsterbach ist ein  rechter Zufluss der Morre im Odenwald in Baden-Württemberg.

## Geographie

### Verlauf

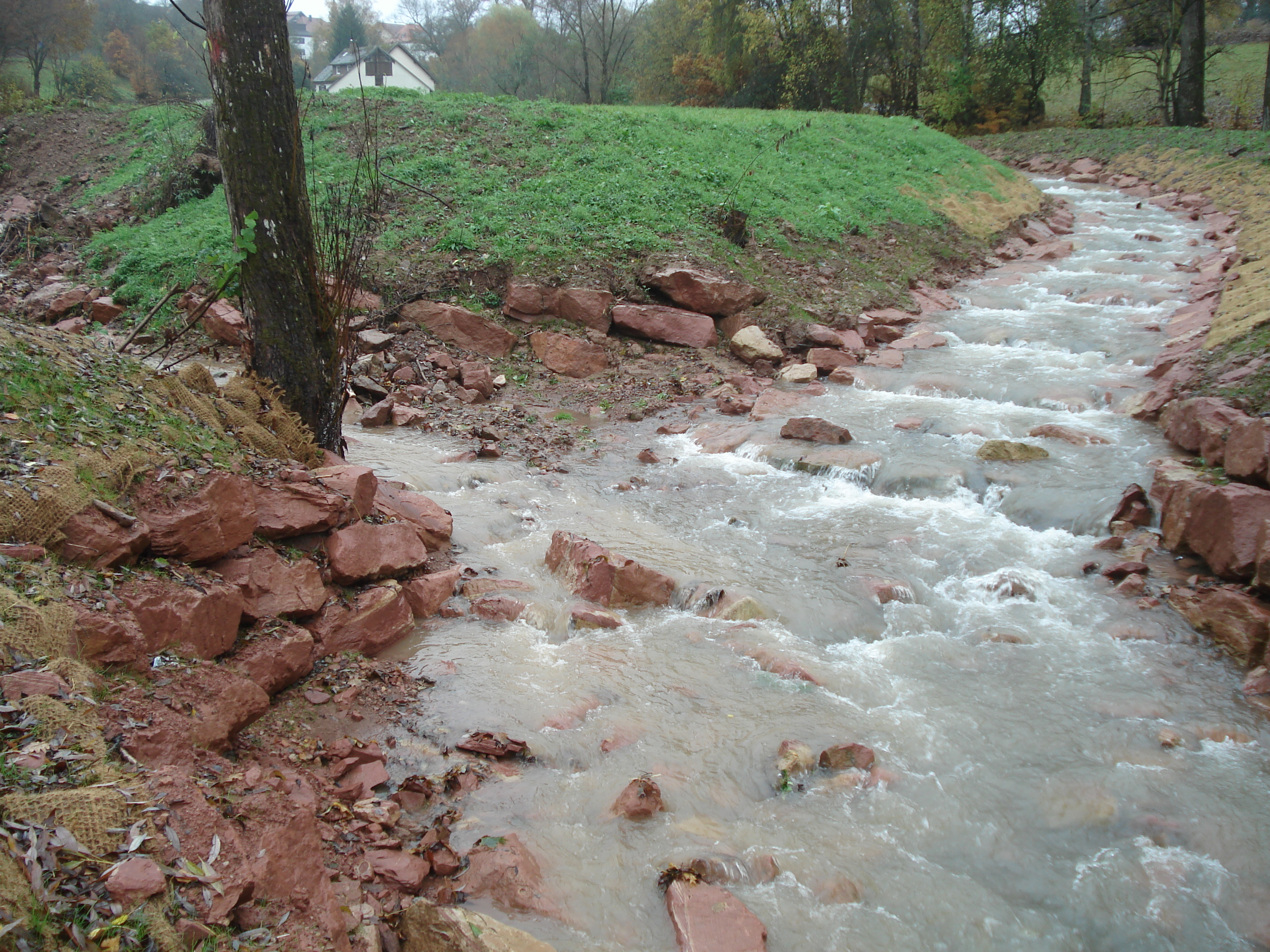
Der Hainsterbach (links) mündet in die Morre

Der Hainsterbach entspringt nördlich des Buchener Stadtteils Hainstadt auf einer Höhe von 380 m ü. NHN. 
Er durchfließt den Stadtteil und mündet schließlich am nordwestlichen Stadtrand von Buchen auf einer Höhe von 310 m ü. NHN von rechts in die Morre.
Der etwa 3,9 km lange Lauf des Hainsterbachs endet ungefähr 60 Höhenmeter unterhalb seiner Quelle, er hat somit ein mittleres Sohlgefälle von etwa 15 ‰.

### Zuflüsse
- Häuserbrunnenbach (rechts), 0,3 km
- Binzichgraben (links), 3,9 km

### Flusssystem
- Liste der Fließgewässer im Flusssystem Billbach

## Geschichtliches
Mit der Schenkung eines Mannes namens Wilant, einer Hofreite mit Haus am „Heinbach“ im Gau Wingarteiba, an das Kloster Lorsch wurde Hainstadt im Lorscher Codex erstmals urkundlich erwähnt. Der Name leitet sich vom althochdeutschen Wort *hein (< *hegin) für 'Dornhecke' ab. Der heutige Name ist eine Verballhornung von Hainstadter Bach.